# Martha Biilmannová
Martha „Mattaaraq“ Bodil Marcilie Biilmannová, nepřechýleně Biilmann, roz. Jessen (7. ledna 1921, Napasoq – 13. března 2008 Maniitsoq), byla grónská kožešnice.

## Životopis
Martha Biilmannová byla dcerou lovce Otto Andrease Ivara Jessena (1890–1960) a jeho manželky Amalie Karen Sabine Platouové (1893–1956). Pocházela z tradiční rodiny, v níž otec lovil a matka zpracovávala kůže. Stejným způsobem byla vychovávána i Marta a její tři sestry, zatímco její tři bratři pracovali jako malíři. Dne 19. května 1940 se provdala za kancelářského pomocníka Holgera Biilmanna (1916–1988), syna katechety Klause Biilmanna a jeho ženy Frederikke Heilmannové. Z manželství vzešlo šest dětí: Amalie (*1941), Lars (*1943), Nathan (*1947), Line (*1949), Johanne (*1952) a Petrus (*1954). Prostřednictvím své nejmladší dcery je babičkou politika Aqqaluaqa B. Egedeho (*1981).
V padesátých letech 20. století význam lovu tuleňů klesl s nastupujícím rybím boomem. Jak se v Grónsku objevil prodej průmyslových oděvů, stále méně dívek se učilo zpracovávat kožešiny. Na konci šedesátých let si Martha na tuto změnu stěžovala v tisku a v roce 1967 začala vyučovat šití kožešin ve večerní škole v Maniitsoqu. Od roku 1974 učila také jako asistentka na Folkeskole v Maniitsoqu. V roce 1977 byla v Sisimiutu otevřena ženská škola Arnat Ilinniarfiat. Martha Biilmannová zde vedla kurzy pro ženy z celého Grónska, takže se její znalosti a techniky rozšířily po celé zemi. Od poloviny osmdesátých let 20. století experimentovala s konzervováním syrových tuleních kůží solením; na některých místech se dodnes kůže při skladování konzervují solí. 
Díky svému vysokému postavení a znalostem byla v roce 1986 jmenována poradkyní vlády pro kožešiny, což byla funkce vytvořená přímo pro ni a po jejím odchodu do důchodu v roce 1996 již nebyla obsazena. Od roku 1993 se kožešiny skladovaly v grónských solnicích, dokud nebyly zpracovány v koželužně Nunatta Ammerivia v Qaqortoqu. V době, kdy působila jako vládní poradkyně, byla také členkou dozorčí rady koželužny.  V roce 1990 vydala spolu s Amminikem Suleriaaseqem učebnici o zpracování kožešin. Dnes se tulení kůže v Grónsku opět používají jako každodenní oděv a v mnoha městech a vesnicích jsou obchody na zpracování kožešin a jejich šití. 
Martha Biilmannová byla za svou práci mnohokrát oceněna: v roce 1975 obdržela cenu Grónského svazu žen (Kalaallit Nunaanni Arnat Peqatigiit Kattuffiat), v roce 1982 cenu obce Maniitsoq, v roce 1983 cenu Grónské vánoční známky a v roce 1988 cenu grónské vlády za kulturu. Dne 27. listopadu 1996 jí byla udělena stříbrná cena Nersornaat a obdržela také cenu Fortjenstmedaljen. V roce 1998 se stala čestnou členkou Ženského sdružení v Maniitsoqu, které před téměř 50 lety spoluzakládala. Zemřela v Maniitsoqu v roce 2008 ve věku 87 let po dlouhé nemoci.